# هزره اوبا (قوسار)
هزره اوبا (به لاتین: Həzrəoba) یک منطقه مسکونی در جمهوری آذربایجان است که در شهرستان قوسار واقع شده است. این روستا ۱۵ نفر جمعیت دارد.